# Убиенка (приток Томи)
Убиенка (в верхнем и среднем течении — Сенокоска) — река в России, протекает по Юргинскому району Кемеровской области.
Устье реки находится в 205 км по левому берегу реки Томь, возле деревни Новороманово. Длина реки составляет 13 км. Притоки — Сенокоска и Листвянка.

## Данные водного реестра
По данным государственного водного реестра России относится к Верхнеобскому бассейновому округу, водохозяйственный участок реки — Томь от города Кемерово и до устья, речной подбассейн реки — Томь. Речной бассейн реки — (Верхняя) Обь до впадения Иртыша.